# XXL (film)
Pour les articles homonymes, voir XXL.
Pour plus de détails, voir Fiche technique et Distribution.
XXL est un film français d'Ariel Zeitoun réalisé en 1997.

## Synopsis
Alain Berrebi dirige avec sa sœur Lorène une entreprise de prêt-à-porter dans le Sentier. Ses affaires sont florissantes, au point d'envisager d'acquérir une boutique voisine. Par bonheur, celle-ci appartient à David Stern, le père de sa fiancée Arlette. L'affaire semble sur le point d'aboutir quand M. Stern apprend que l'Auvergnat Baptiste Bourdalou, qui l'a sauvé jadis des camps de la mort durant la Seconde Guerre Mondiale, vient de mourir...
Ce film met en scène une succession de gags autour des clichés des deux communautés représentées pendant que le cœur d'Arlette oscille entre Alain et Jean...

## Fiche technique
- Titre : XXL
- Réalisation : Ariel Zeitoun
- Scénario : Florence Quentin
- Costumes : Édith Vesperini
- Photographie : Philippe Pavans de Ceccatty
- Montage : Hugues Darmois
- Musique: Goran Bregović
- Sociétés de production : Gaumont, Légende Films 
  - Co-production : TF1 Films Production, DD Productions, Compagnie Cinématographique Prima
  - Participation : Canal +
- Pays :  France
- Langues (VO) : Français, Yiddish
- Genre :  comédie romantique
- Durée : 95 min
- Dates de sortie en salles : 
  - France : 10 décembre 1997

## Distribution
- Michel Boujenah : Alain Berrebi
- Gérard Depardieu : Jean Bourdalou
- Elsa Zylberstein : Arlette Stern
- Catherine Jacob : Lorène Benguigui
- Gina Lollobrigida : Gaby Berrebi
- Gad Elmaleh : Sammy Abitbol
- Jenny Clève : Renée Bourdalou
- Maurice Chevit : David Stern
- Emmanuelle Riva : Sonia Stern
- Pierre Zimmer : Baptiste Bourdalou
- Anna Loubeyre : Mémé Perret
- Pascal Elbé : François Stern
- Oulage Abour : Marco
- Vincent Tulli : le chauffeur de taxi
- Samir Guesmi : le livreur de pizza
- Eriq Ebouaney : Omar, le garçon de la brasserie